# Gil Amelio
Gilbert Frank Amelio, conocido como Gil Amelio (Nueva York, 1 de marzo de 1943) es un informático y empresario estadounidense. Antiguo ejecutivo de National Semiconductor, una empresa exterior donde se hizo un nombre como especialista en solucionar rápidamente los conflictos y obtener una situación de estabilidad para la compañía.
Como presidente de National Semiconductor, Amelio transformó la empresa de un mero tercer productor de chips a un respetado líder de la industria. Antes de que él entrara en la dirección de empresas, era un investigador con un doctorado en Física. Amelio se unió a Laboratorios Bell como investigador en 1968. En 1970, Amelio estuvo en el equipo que demostró el funcionamiento del primer chip CCD.

## Carrera profesional

### 1994-1997:Apple Computer
Fue tan reconocida su labor que pasó de ser un proveedor de Apple a convertirse en parte de la junta directiva tras su invitación formal por parte de Mike Markkula, primer inversor de Apple. 
Se puede decir que entró al mando en una época bastante mala para la empresa, ya que estuvo a punto de ser vendida varias veces por compradores como Gateway 2000 o Sun Microsystems.
Sin la dimisión de Michael Spindler, le ofrecieron a Amelio dirigir Apple, y tras varios días de cavilación se procedió con la marcha de Splinder, que había envejecido mucho la empresa, encogido las ventas y rebajado la calidad de sus productos.
Tras rechazar la oferta de compra de Sun, Amelio contraatacó y ofreció una suculenta suma a NeXT (empresa de Jobs). NeXTSTEP, sistema operativo de NeXT, sería la base del siguiente sistema operativo de Apple, sin embargo, poco a poco fue menguando el protagonismo de Amelio. Larry Ellison hace un esfuerzo inesperado por comprar la "Manzana", y el millonario saudita, el Príncipe Al Walid-Walid compra 115 millones de dólares de acciones de Apple. Ambas decisiones derriban el precio de las acciones poniéndolo más bajo que nunca.
Hacia julio de 1997, piden a Amelio dimitir después de 1,6 mil millones de dólares en pérdidas y se procede a su sustitución por Steve Jobs. Para Amelio, no todo está perdido. Recibe $ 50 millones de indemnización. Dolido por su dimisión forzada, escribe un libro, En la Línea de Fuego: Mis 500 Días de Apple, que incluye una mordaz revisión de los puestos de trabajo y los cambios que hizo en la empresa, especialmente las maniobras para derribarlo como presidente y director ejecutivo.

### 1998-presente: después deApple
Actualmente es Socio Principal en Sienna Ventures en Sausalito, California, y director general de Acquicor, una compañía que cofundó con Ellen Hancock y Steve Wozniak. Acquicor ha completado la adquisición de Jazz Semiconductor en Newport Beach, California a principios de 2007 y desde entonces se ha concedido la aprobación SEC. 
En febrero de 2001, Amelio se convirtió en director ejecutivo de Advanced Communications Technologies o ADC. ADC es el brazo de Estados Unidos de una empresa australiana que se ha desarrollado un producto para la industria de comunicaciones inalámbricas llamada SpectruCell. Esta empresa soporta múltiples protocolos y software es actualizable, que se ha caracterizado como un gran beneficio para el mercado de la telefonía móvil.